# Rödklintsplattmal
Rödklintsplattmal (Agonopterix pallorella) är en fjärilsart som först beskrevs av Philipp Christoph Zeller 1839.  Rödklintsplattmal ingår i släktet Agonopterix. Enligt Dyntaxa ingår Agonopterix i familjen plattmalar, Depressariidae, men enligt Catalogue of Life är tillhörigheten istället familjen praktmalar, (Oecophoridae). Enligt den svenska rödlistan är arten sårbar i Sverige.  Arten är reproducerande i Sverige. Arten förekommer tämligen sällsynt från Skåne till Uppland. I övriga Norden finns den i Danmark, södra Norge och södra Finland.

## Bildgalleri

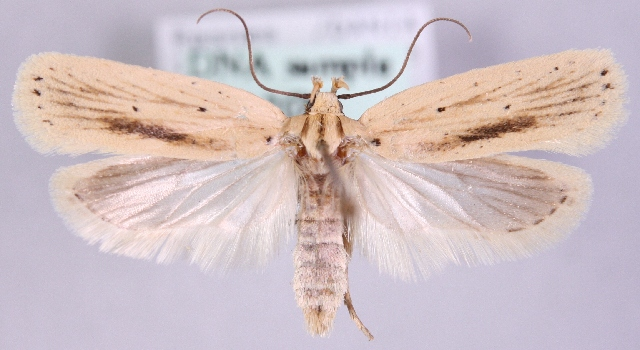
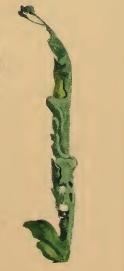
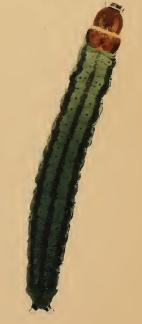